# کونکوس یانتاق
کونکوس یانتاق (به اسپانیایی: Kunkus Yantaq) یک کوه در پرو است که در Peru, Lima Region واقع شده‌است. کونکوس یانتاق ۵٬۳۵۴ متر بالاتر از سطح دریا واقع شده‌است.